# Taška
Taška je pomůcka k přenášení různých věcí. Tašky mají obvykle držadlo, rukojeť nebo popruh. Používají se tašky různých velikostí a podle způsobu použití jsou vyrobeny z různých materiálů (kůže, papír, igelit, PE, hliník, látka aj). Velké tašky mohou být vybaveny i kolečky.
Původ slova lze spatřovat v německém výrazu Tasche.
Nákupní taška podle studie z roku 2018 zatěžuje životní prostředí více, například pokud je z bavlny než z plastu, při zohlednění více faktorů a nikoli jen faktoru klimatické změny.

## Typy tašek
Existuje velmi mnoho různých druhů a typů tašek podle účelu, materiálu i provedení.
- aktovka
- batoh
- brašna
- cestovní taška
- dámská kabelka
- igelitová taška
- krosna
- látková taška
- mošna
- nákupní taška
- odnosná taška
- poštovní brašna
- reklamní taška
- ruksak
- síťovka
- sportovní taška
- školní brašna
- taška na kolečkách
- taška na notebook
- torna
- tornistra
- penál

## Související články

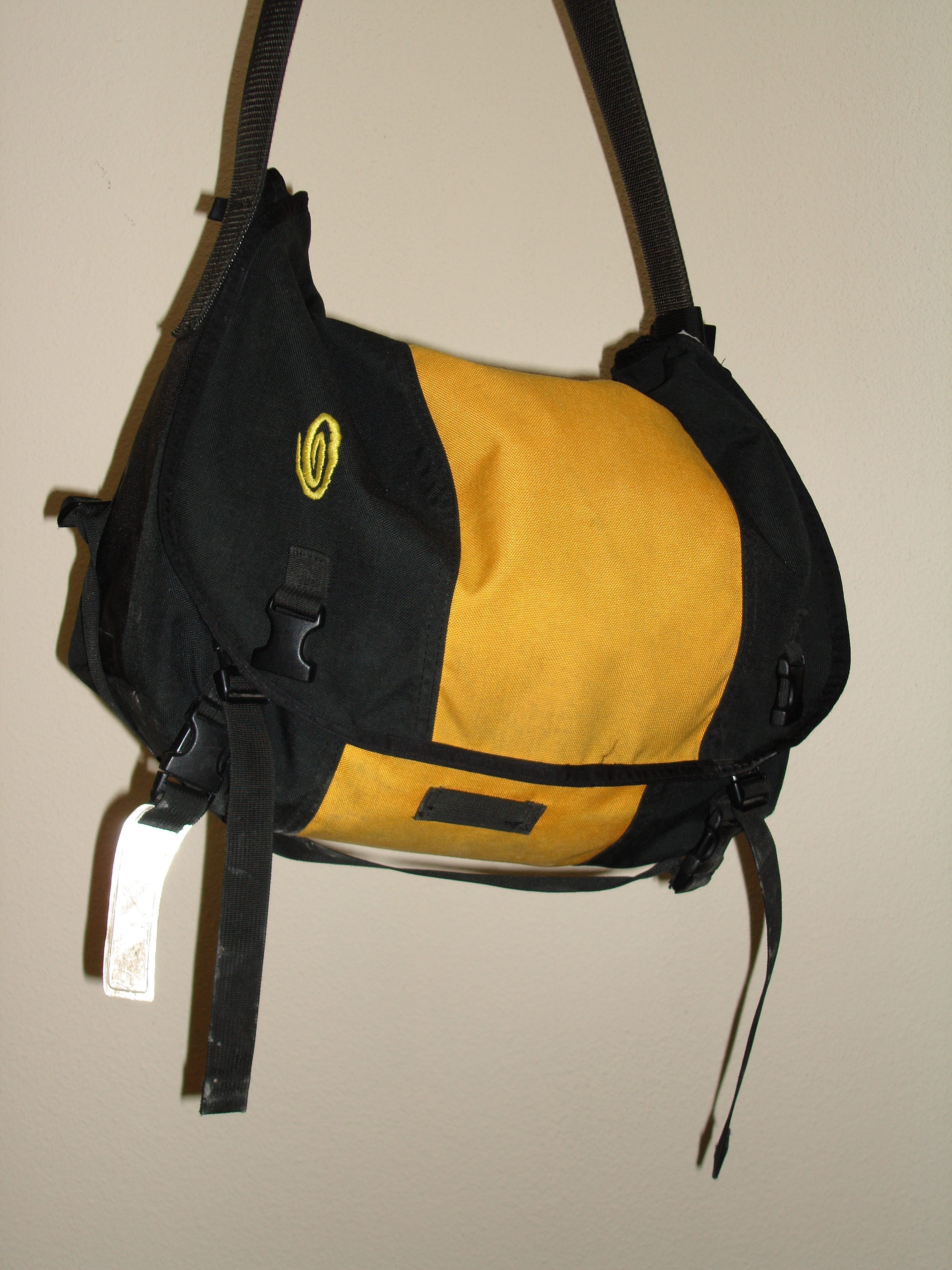
Taška pro poslíčky
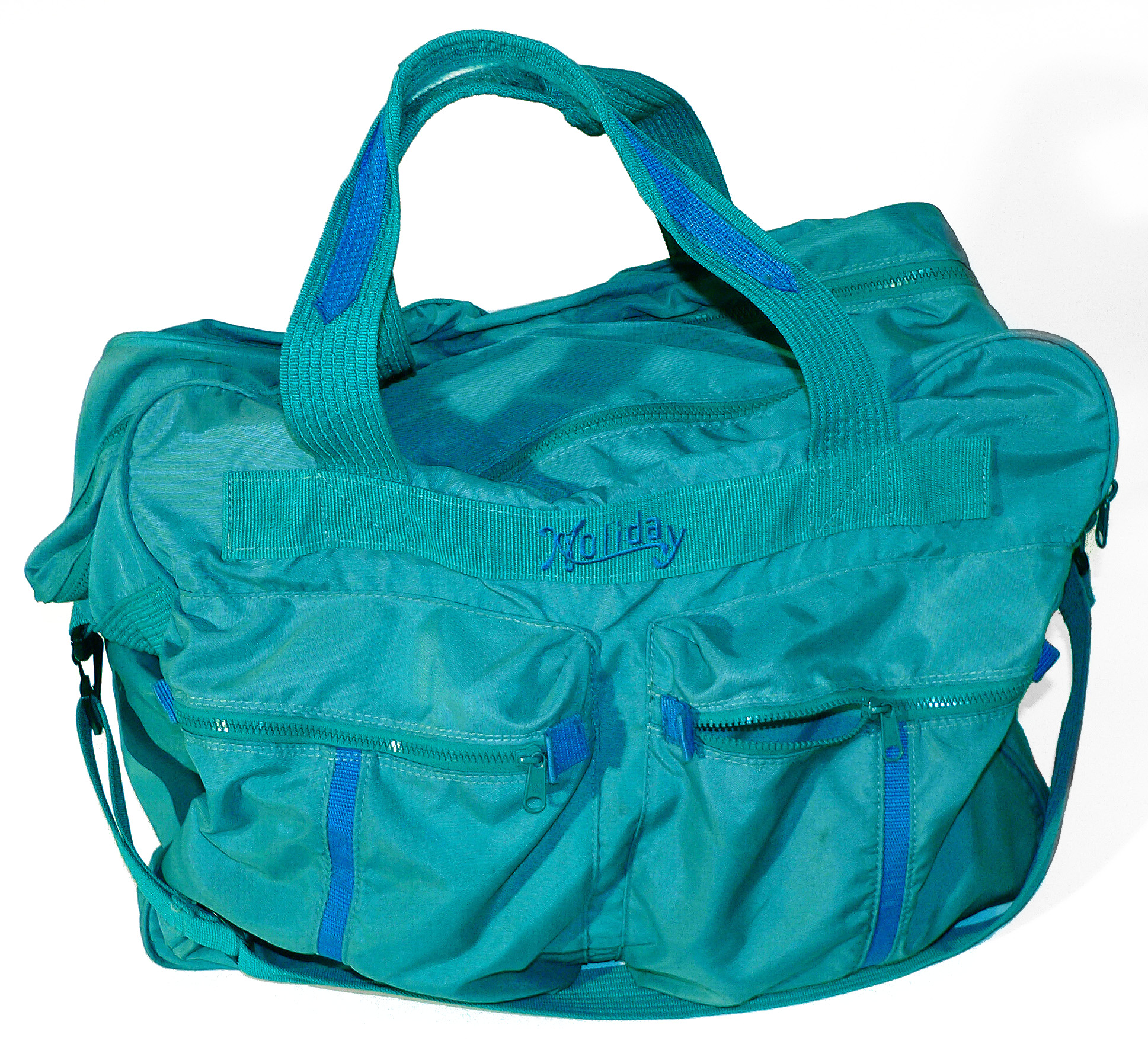
Cestovní taška
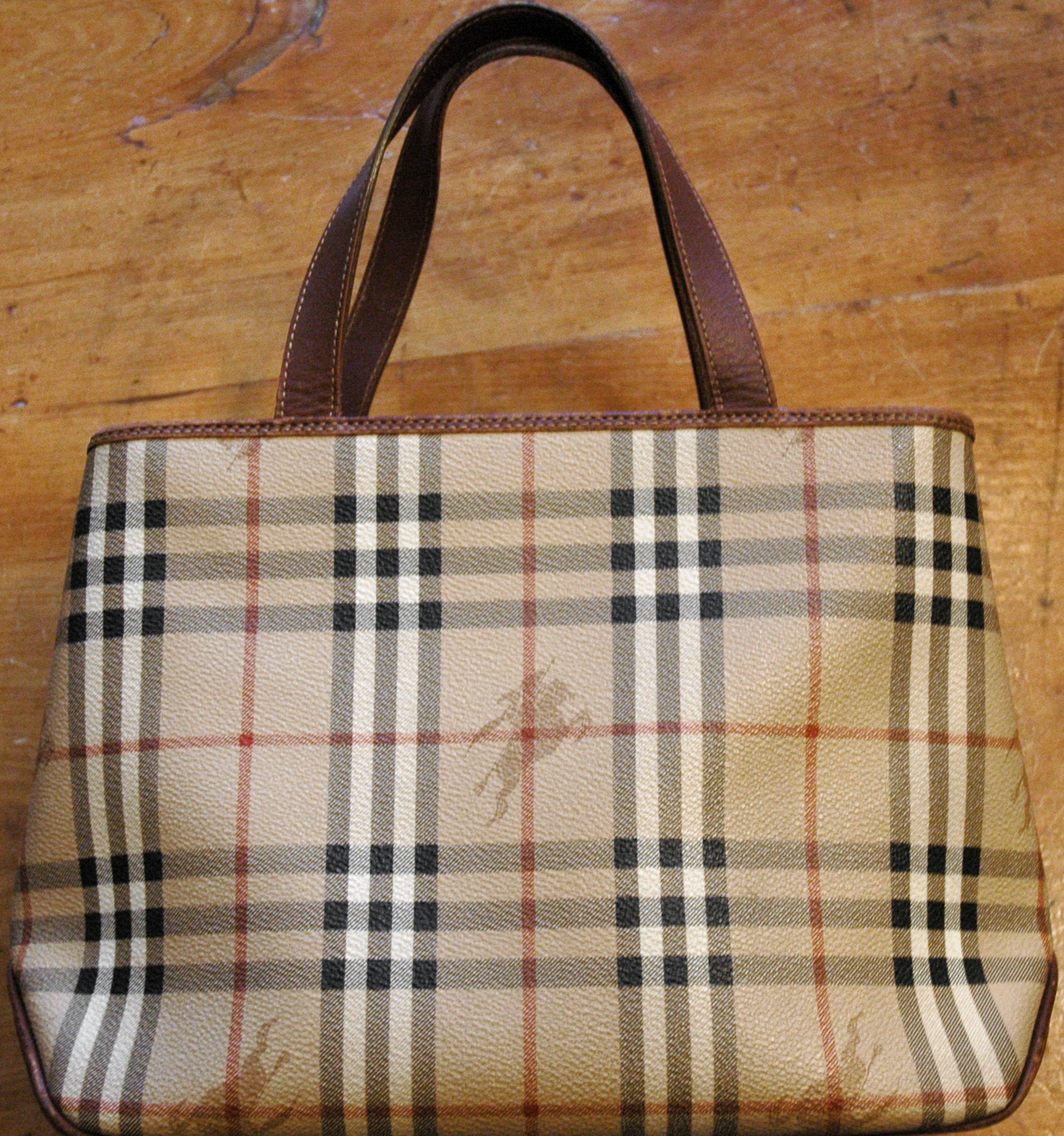
Nákupní taška